# 1. FC 1907 Idar
1. FC 1907 Idar was een Duitse voetbalclub uit Idar-Oberstein, Rijnland-Palts. 

## Geschiedenis
De club werd in 1907 opgericht. In 1920 promoveerde de club naar de hoogste klasse Rijnhessen-Saarcompetitie, die aanvankelijk uit vier reeksen bestond en over twee seizoenen teruggebracht werd naar één reeks. De club eindigde twee jaar op rij derde en overleefde dus beide schiftingen. In de gezamenlijke competitie kon de club ook twee keer de derde plaats behalen. In 1927 werd de Saarcompetitie heringevoerd en ging de club daar spelen. In 1928/29 werd de club samen met FK Pirmasens en SC Saar 05 Saarbrücken tweede en speelde ze een kleine eindronde voor een ticket in de Zuid-Duitse eindronde. Na een overwinning op Pirmasens plaatste Idar zich. Ze werd voorlaatste in de groep. Na een slecht seizoen plaatste de club zich opnieuw voor de Zuid-Duitse eindronde in 1930/31, maar kon ook nu geen potten breken. De volgende twee seizoenen eindigde de club zesde. 
Nadat de Gauliga in 1933 werd ingevoerd door de NSDAP, de nieuwe machthebber in Duitsland, speelde de club verder in de tweede klasse. De club werd wel overgeheveld naar een ander gebied en ging in de tweede klasse van de Gauliga Mittelrhein spelen. De club kon meteen promoveren naar de Gauliga, maar degradeerde weer na één seizoen. Na de Tweede Wereldoorlog speelde de club nog één seizoen in de nieuwe Oberliga Südwest.
In 1971 fuseerde de club met SpVgg 08 Idar tot SC 07 Idar-Oberstein.